# 감미료

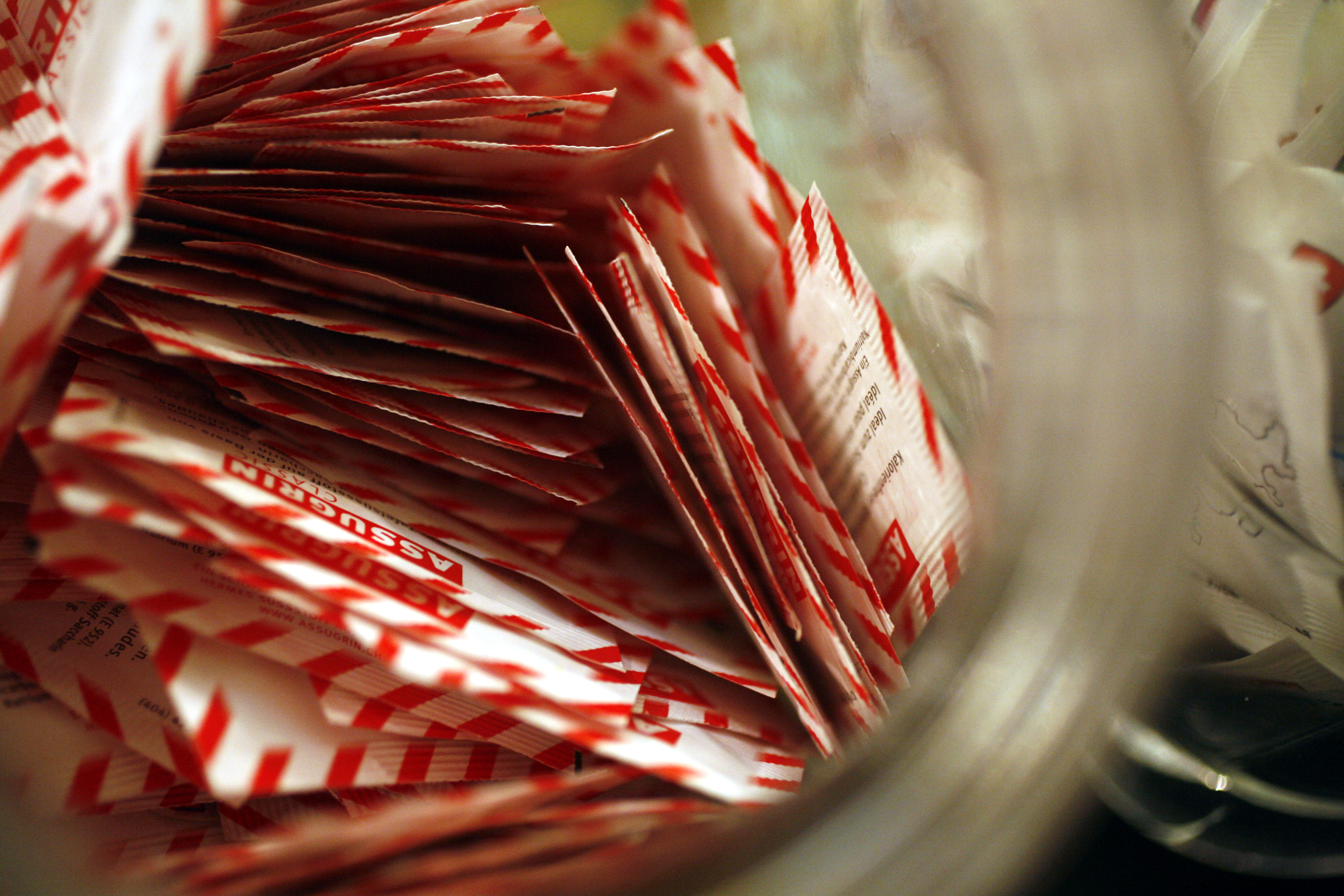
시클라메이트가 들어있는 포장지.

감미료(甘味料, 영어: sweetener, 문화어: 단맛감)는 단맛이 나는 물질을 말한다.
식약청의 식품첨가물용어집 용어설명에 의하면 식품에 감미를 부여할 목적으로 첨가하는 식품 및 식품첨가물이며, 예부터 쓰이고 있는 설탕이 대표적이다고 하였다. 크게 나눠 탄수화물계 감미료와 비탄수화물계 감미료가 있으며, 탄수화물계 감미료는 최근 전분을 원료로 하는 효소생산 기술이 진보하여 새로운 화합물이 만들어져 사용되고 있다. 비탄수화물계 감미료에는 천연감미료와 합성감미료가 있다. 천연감미료에는 감자 추출물(피로즐친), 감초 추출물(glycyrrhetenic acid), 스테비아 추출물(stevioside), 타강카 추출물(monellin), thaumatin 등이 있다. 합성감미료에는 사카린(saccharin), 아스파탐(aspartame), 아세설팜(acesulfame, 일본에서는 비허가), 둘신(한국에서는 비허가), 시클라민산나트륨(cyclamate sodium, 한국에서는 비허가) 등이 있다.

## 인공감미료
인공감미료(人工甘味料)는 설탕 대신 단맛을 내는 데 쓰이는 화학적 합성품이다. 시클라메이트, 아스파르테임, 둘신, 사카린, 수크랄로스 등이 있다. 설탕보다 달지만 열량이 거의 없고 당이 들어 있지 않아 다이어트를 하는 사람과 당뇨병에 걸린 사람이 많이 이용한다. 사카린의 경우 설탕보다 300배 더 달다.

## 감미료의 종류
- 글루시톨
- 사카린
- 솔비톨
- 수크랄로스
- 스테비오사이드
- 아세설팜 칼륨
- 아스파탐
- 자일리톨

## 같이 보기
- 비정제 감미료 목록
- 조미료